# Jörg Albertz
Pour les articles homonymes, voir Albertz.
Jörg Albertz est un footballeur allemand né le 29 janvier 1971 à Mönchengladbach. Il évoluait au poste de milieu de terrain. Il fait partie du Rangers FC Hall of Fame.

## Carrière
- 1990-1993 : Fortuna Düsseldorf  Allemagne
- 1993-1996 : Hambourg SV  Allemagne
- 1996-2001 : Glasgow Rangers  Écosse
- 2001-2003 : Hambourg SV  Allemagne
- 2002-2004 : Shanghai Shenhua  Chine
- 2004-2005 : Greuther Fürth  Allemagne
- 2005-2007 : Fortuna Düsseldorf  Allemagne
- 2008 : Clyde  Écosse[1]

## Palmarès
- 3 sélections et 0 but avec l'équipe d'Allemagne entre 1996 et 1998
- Champion d'Écosse en 1997, 1999 et 2000 avec les Glasgow Rangers
- Vainqueur de la Coupe d'Écosse en 1999 et 2000 avec les Glasgow Rangers
- Vainqueur de la Coupe de la ligue d'Écosse en 1998 avec les Glasgow Rangers